# Banu 'Amir
Ne doit pas être confondu avec Amirides.
 (septembre 2014).
Si vous disposez d'ouvrages ou d'articles de référence ou si vous connaissez des sites web de qualité traitant du thème abordé ici, merci de compléter l'article en donnant les références utiles à sa vérifiabilité et en les liant à la section « Notes et références ».
Banu 'Amir ibn Sa'sa'ah ou Banu 'Amir (en arabe : بنو عامر بن صعصعة) est une ancienne confédération arabe originaire du centre et du Sud-ouest de l'Arabie qui a dominé le Nejd pendant des siècles après la naissance de l'Islam.

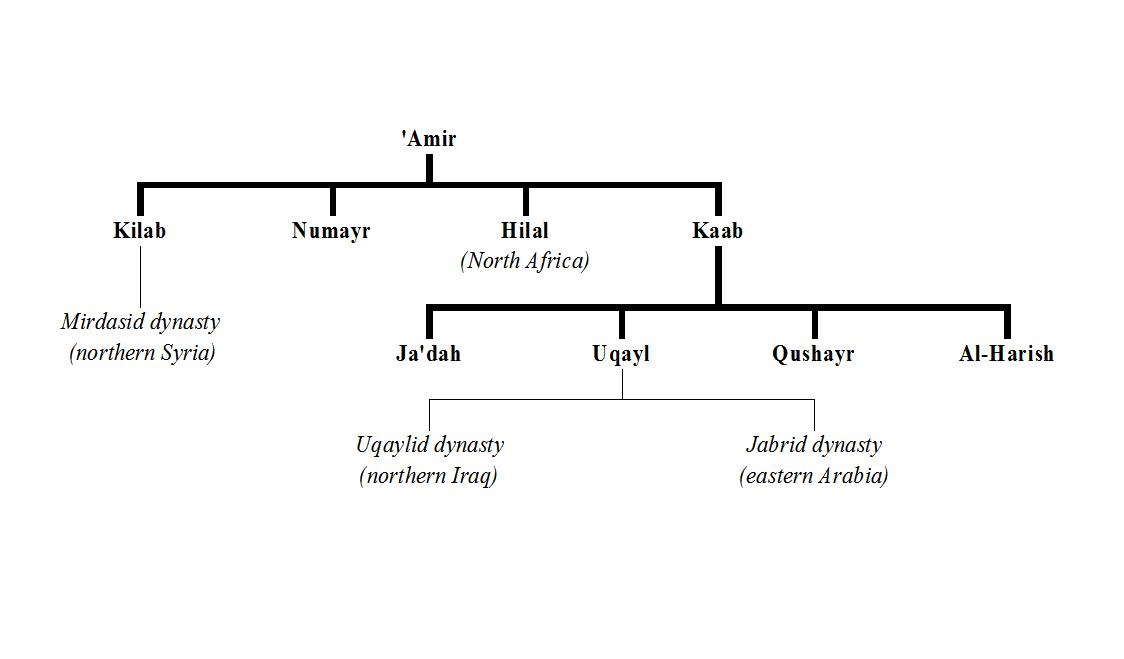
Généalogie des Banu 'Amir

 Les Banu 'Amir vivent au Nord de l'Arabie donc issus de Adnan par les Hawazin. Ils vivent dans une zone entre le Nejd et le Hedjaz près de Bisha. 
Bien qu'ils aient eu une longue série de batailles avec les Quraysh dans l'Arabie préislamique. Ils ont également participé à la ridda (apostasie) après le décès de Mahomet et se sont alliés avec les apostats contre les musulmans. Durant cette période, les Bani 'Amir ont vu naître plusieurs poètes. 
Le plus célèbre d'entre eux était Labid, auteur de l'un des sept poèmes suspendus, mais d'autres poètes sont issus de ce groupe tribal, à l'instar d'Amir ibn al-Tufayl, de Khidâsh b. Zuhayr, ou d'al-Ra'i al-Numayri, un adversaire de Jarir.

## Fractions
- Les principales tribus qui constituaient cette confédération étaient les suivantes :
- Banu Kilab
- Banu Numayr
- Banu Kaab
- Banu Hilal

En plus des Banu Uqayl, certains Arabes bédouins du Suhool dans le Nejd et certaines sections de Bani Khalid remontent leur lignée à Banu 'Amir.